# Mallemoisson
Mallemoisson-les-Grillons redirige ici.
Mallemoisson, ou Mallemoisson-les-Grillons d'après le nom du village chef-lieu, est une commune française, située dans le département des Alpes-de-Haute-Provence en région Provence-Alpes-Côte d'Azur.
Le nom de ses habitants est Mallemoissonnais.

## Géographie

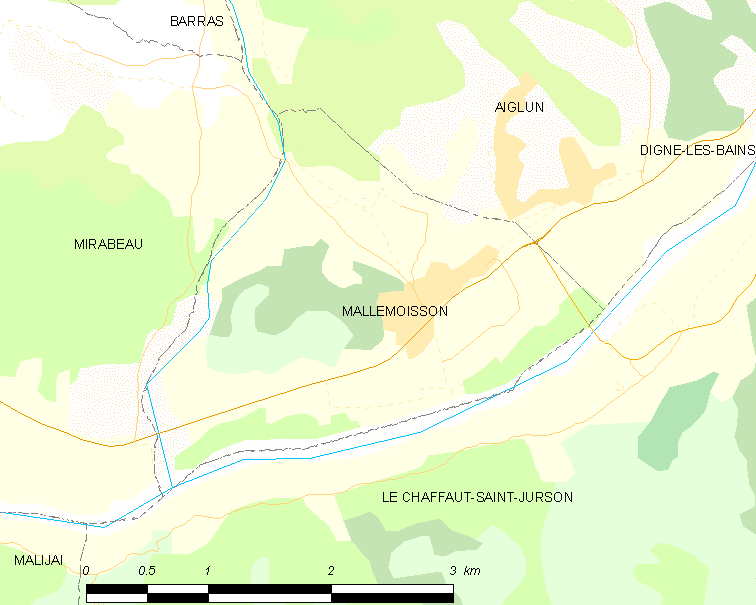
Mallemoisson et les communes voisines (Cliquez sur la carte pour accéder à une grande carte avec la légende).

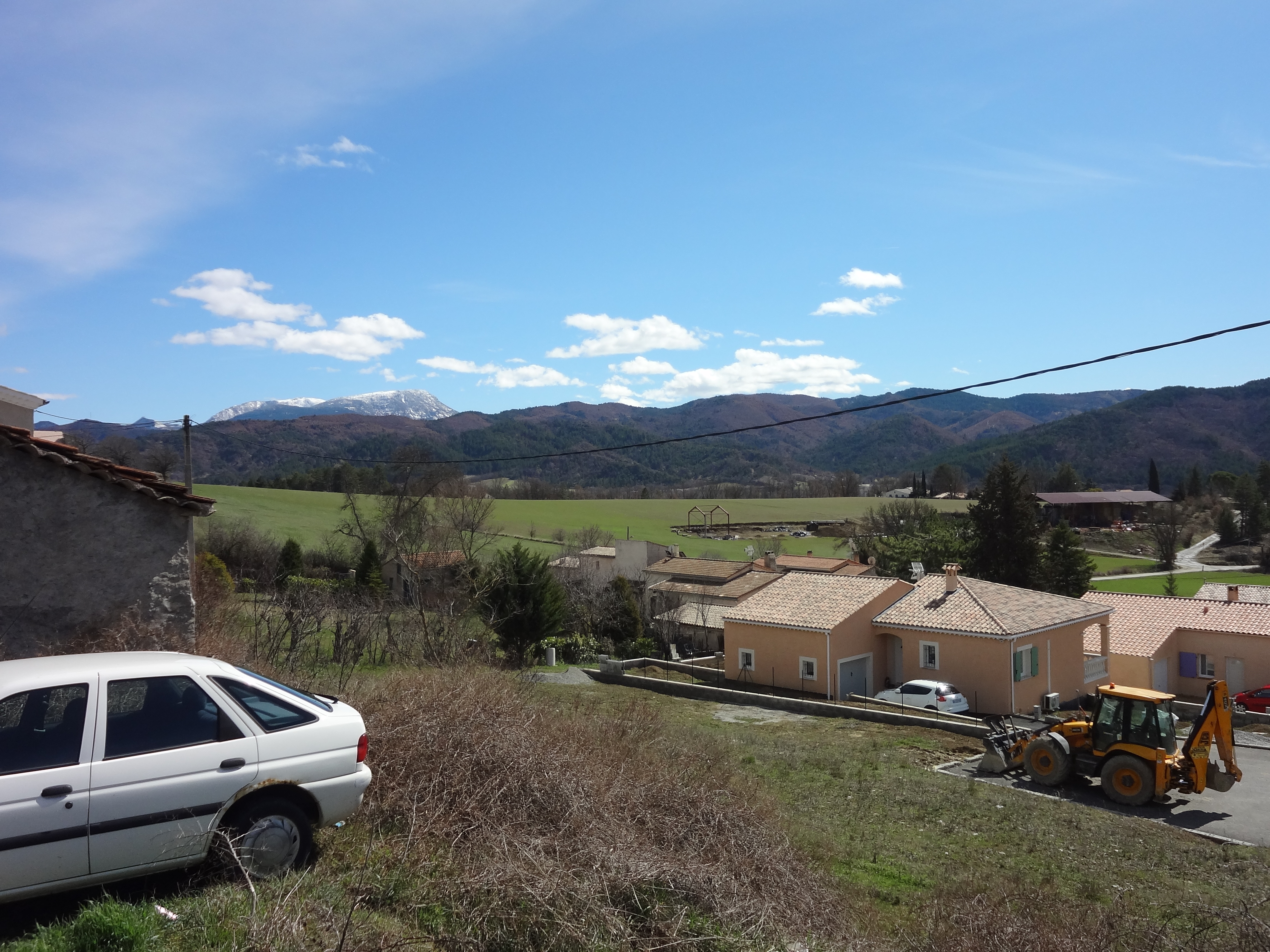
La vallée de Mallemoisson

Le vieux village est situé à 505 m d’altitude. Le chef-lieu est situé au village des Grillons.

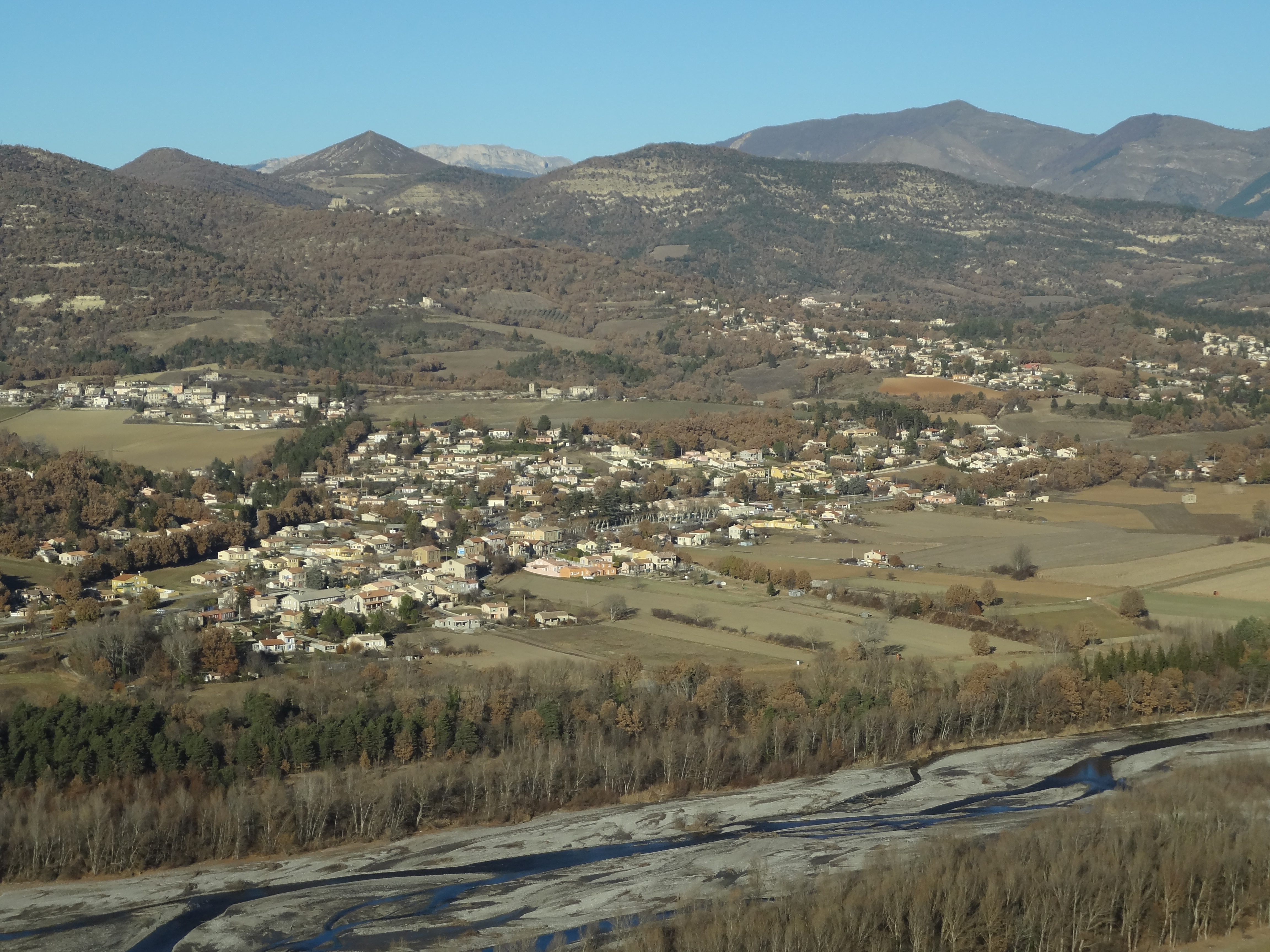
Vallée de la Bléone et village de Mallemoisson (en fond, pic d'Oise à Champtercier).

### Hydrographie
La commune est limitée par la Bléone au sud et à l’ouest par les Duyes.
Le torrent des Cathelières, de l’ancien nom de la communauté, borde la commune à l’est.

### Transports
La commune de Mallemoisson est traversée par deux voies de communication importantes, parallèles et proches, dans la vallée de la Bléone :
- la route nationale 85 (route Napoléon) ;
- la ligne de chemin de fer de Saint-Auban à Digne (fermée depuis 1991).

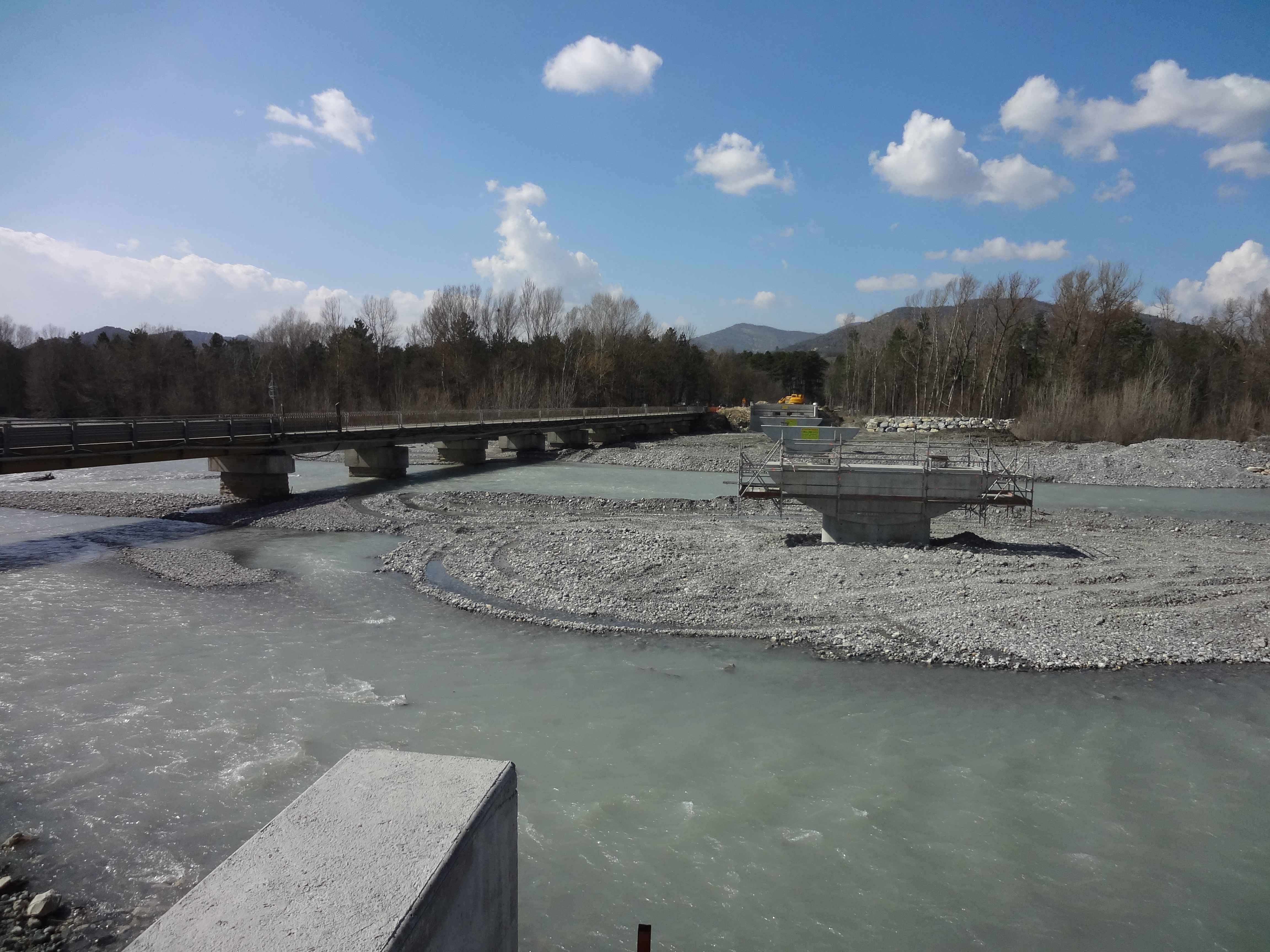
Ancienne passerelle et piles du pont en construction sur la Bléone

Ces deux voies sont orientées Ouest-Sud-Ouest/Est-Nord-Est. L’essentiel de la population s’est installée à proximité de ces voies de transport, au hameau des Grillons, où se trouvent la gare (désaffectée), la mairie et l’école.
La commune est également desservie par la départementale RD 17, perpendiculaire à la RN 85, qui la relie à Mirabeau au nord-ouest, et qui franchit la Bléone au sud-est pour rejoindre Le Chaffaut. Le pont supportant cette route est en cours de reconstruction début 2013.

### Risques naturels et technologiques
Aucune des 200 communes du département n'est en zone de risque sismique nul. Le canton de Digne-les-Bains-Ouest auquel appartient Mallemoisson est en zone 1b (sismicité faible) selon la classification déterministe de 1991, basée sur les séismes historiques, et en zone 4 (risque moyen) selon la classification probabiliste EC8 de 2011. La commune de Mallemoisson est également exposée à trois autres risques naturels :
- feu de forêt,
- inondation (dans les vallées de la Bléone et des Duyes),
- mouvement de terrain : la commune est presque entièrement concernée par un aléa moyen à fort[5].

La commune de Mallemoisson est de plus exposée à un risque d’origine technologique, celui de transport de matières dangereuses, par rail, route et canalisations. En ce qui concerne la voie ferrée, la ligne de Saint-Auban à Digne est neutralisée et aucun trafic ne l’emprunte. La route nationale 85 peut être empruntée par les transports routiers de marchandises dangereuses. Enfin, le gazoduc servant à alimenter Digne en gaz naturel traverse la commune et constitue donc un facteur de risque supplémentaire.
Le plan de prévention des risques naturels prévisibles (PPR) de la commune a été approuvé en 2004 pour les risques d’inondation, de mouvement de terrain et de séisme et le Dicrim existe depuis 2011.
La commune a été l’objet de plusieurs arrêtés de catastrophe naturelle : en 1984 pour un tremblement de terre, pour des inondations et des coulées de boue en 1996, 2001 et 2012, en 1989 et en 1990 pour des mouvements de terrain dus à la sécheresse. Dans la liste qui suit, figurent les tremblements de terre fortement ressentis dans la commune. Ils dépassent une intensité macro-sismique ressentie de V sur l’échelle MSK (dormeurs réveillés, chutes d’objets). Les intensités indiquées sont celles ressenties dans la commune, l’intensité peut être plus forte à l’épicentre :
- du 22 octobre 1965, avec une intensité macro-sismique de V et Malijai pour épicentre[12],
- du 30 juin 1984, avec une intensité de VI et Aiglun pour épicentre[13].

### Climat
Pour des articles plus généraux, voir Climat de Provence-Alpes-Côte d'Azur et Climat des Alpes-de-Haute-Provence.
En 2010, le climat de la commune est de type climat méditerranéen altéré, selon une étude du Centre national de la recherche scientifique s'appuyant sur une série de données couvrant la période 1971-2000. En 2020, Météo-France publie une typologie des climats de la France métropolitaine dans laquelle la commune est exposée à un climat de montagne ou de marges de montagne et est dans la région climatique Alpes du sud, caractérisée par une pluviométrie annuelle de 850 à 1 000 mm, minimale en été.
Pour la période 1971-2000, la température annuelle moyenne est de 11,9 °C, avec une amplitude thermique annuelle de 17,5 °C. Le cumul annuel moyen de précipitations est de 788 mm, avec 6,2 jours de précipitations en janvier et 4,4 jours en juillet. Pour la période 1991-2020, la température moyenne annuelle observée sur la station météorologique de Météo-France la plus proche, « Digne les Bains », sur la commune de Digne-les-Bains à 10 km à vol d'oiseau, est de 12,2 °C et le cumul annuel moyen de précipitations est de 681,2 mm. 
La température maximale relevée sur cette station est de 42,1 °C, atteinte le 28 juin 2019 ; la température minimale est de −17,8 °C, atteinte le 4 février 2012,,.
Les paramètres climatiques de la commune ont été estimés pour le milieu du siècle (2041-2070) selon différents scénarios d'émission de gaz à effet de serre à partir des nouvelles projections climatiques de référence DRIAS-2020. Ils sont consultables sur un site dédié publié par Météo-France en novembre 2022.

## Urbanisme

### Typologie
Au 1er janvier 2024, Mallemoisson est catégorisée bourg rural, selon la nouvelle grille communale de densité à 7 niveaux définie par l'Insee en 2022.
Elle appartient à l'unité urbaine d'Aiglun, une agglomération intra-départementale dont elle est une commune de la banlieue,. Par ailleurs la commune fait partie de l'aire d'attraction de Digne-les-Bains, dont elle est une commune de la couronne,. Cette aire, qui regroupe 34 communes, est catégorisée dans les aires de moins de 50 000 habitants,.

### Occupation des sols
L'occupation des sols de la commune, telle qu'elle ressort de la base de données européenne d’occupation biophysique des sols Corine Land Cover (CLC), est marquée par l'importance des territoires agricoles (54,1 % en 2018), en diminution par rapport à 1990 (57,9 %). La répartition détaillée en 2018 est la suivante : 
terres arables (51,7 %), forêts (18,3 %), milieux à végétation arbustive et/ou herbacée (11,4 %), espaces ouverts, sans ou avec peu de végétation (8,4 %), zones urbanisées (7,8 %), zones agricoles hétérogènes (2,3 %).
L'évolution de l’occupation des sols de la commune et de ses infrastructures peut être observée sur les différentes représentations cartographiques du territoire : la carte de Cassini (XVIIIe siècle), la carte d'état-major (1820-1866) et les cartes ou photos aériennes de l'IGN pour la période actuelle (1950 à aujourd'hui).

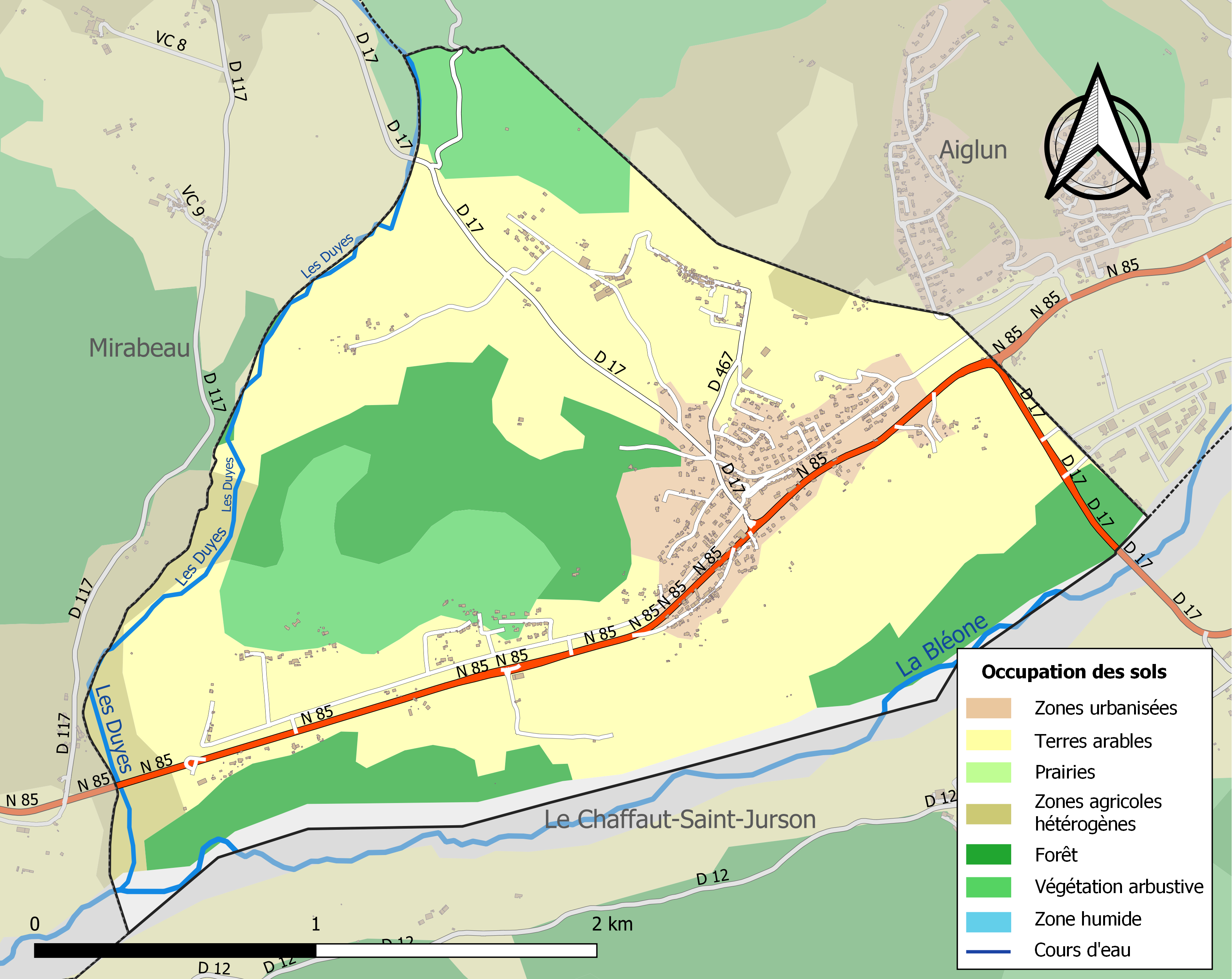
Carte de l'occupation des sols de la commune en 2018 (CLC).

## Toponymie
La localité apparaît pour la première fois dans les textes en 1272, sous le nom de Malismessibus, nom généralement interprété comme étant tiré de l’occitan mauvaise moisson,,. Pour Daniel Thiery qui suit J.-P. Poly, il s’agit d’une corruption de Malus et Messianus, « le pommier de Messianus ».
L’entrée du village par la RN85, du côté d’arrivée des touristes, est signalée par un panneau qui mentionne également le nom du lieu-dit : Mallemoisson-les-Grillons.

## Économie

### Aperçu général
En 2009, la population active s’élevait à 483 personnes, dont 29 chômeurs (48 fin 2011). Ces travailleurs sont majoritairement salariés (88 %) et travaillent majoritairement hors de la commune (87 %).

### Agriculture
Fin 2010, le secteur primaire (agriculture, sylviculture, pêche) comptait 13 établissements actifs au sens de l’Insee (exploitants non-professionnels inclus) et un emploi salarié.
Le nombre d’exploitations professionnelles, selon l’enquête Agreste du ministère de l’Agriculture, est de neuf en 2010. Il était de 10 en 2000, de 18 en 1988, soit une perte de la moitié des exploitations en vingt ans. Actuellement[Quand ?], ces exploitants pratiquent les grandes cultures (cinq sur neuf) et la polyculture (les quatre restants). De 1988 à 2000, la surface agricole utile (SAU) a fortement augmenté, de 246 à 433 ha. La SAU a légèrement diminué lors de la dernière décennie, mais reste à un niveau élevé, à 380 ha.
La vigne, qui était cultivée pour l’autoconsommation et le marché de Digne jusqu’au milieu du XXe siècle, n’est plus présente qu’à titre anecdotique dans la commune. Par contre, l’autre plante symbolique des régions méditerranéennes, l’olivier est cultivée dans la commune depuis des siècles, tout en étant limitée à des surfaces restreintes. Le terroir de la commune se situe en effet à la limite altitudinale de l’arbre, qui ne peut que difficilement être exploité au-delà des 650 mètres. L’oliveraie de Mallemoisson occupait moins de 10 hectares au début du XIXe siècle, et compte actuellement plus de mille pieds exploités.

### Industrie
Fin 2010, le secteur secondaire (industrie et construction) comptait 16 établissements, employant 19 salariés.
Le transporteur routier Martin emploie 9 salariés.

### Activités de service
Fin 2010, le secteur tertiaire (commerces, services) comptait 38 établissements (avec 32 emplois salariés), auxquels s’ajoutent les 17 établissements du secteur administratif (regroupé avec le secteur sanitaire et social et l’enseignement), salariant 47 personnes.
D'après l’Observatoire départemental du tourisme, la fonction touristique est secondaire pour la commune, avec moins de un touriste accueilli par habitant. Plusieurs structures d’hébergement à finalité touristique existent dans la commune :
- un hôtel[40] classé deux étoiles[41], avec une capacité de 28 chambres[42] ;
- plusieurs meublés labellisés[43].

Les résidences secondaires sont trop peu nombreuses pour constituer un complément significatif à la capacité d’accueil : au nombre de 19, elles représentent moins de 4 % des logements. Parmi les résidences secondaires, cinq possèdent plus d’un logement,.
Une foire caprine (chèvres) d’intérêt régionale a lieu le 2e dimanche de juillet.

## Histoire
Dans l’Antiquité, les Bodiontiques (Bodiontici) peuplaient la vallée de la Bléone, et étaient donc le peuple gaulois qui vivait dans l’actuelle commune de Mallemoisson. Les Bodiontiques, qui sont vaincus par Auguste en même temps que les autres peuples présents sur le Trophée des Alpes (avant 14 av. J.-C.), sont rattachés à la province des Alpes-Maritimes lors de sa création.
Le village appartenait à l’abbaye de Cluny au XIIIe siècle. La communauté, qui s'appelait les Cathelières au milieu du Moyen Âge, relevait de la baillie de Digne.
Durant la Révolution, la commune compte une société patriotique, créée après la fin de 1792
.
Le coup d'État du 2 décembre 1851 commis par Louis-Napoléon Bonaparte contre la Deuxième République provoque un soulèvement armé dans les Basses-Alpes, en défense de la Constitution. Après l’échec de l’insurrection, une sévère répression poursuit ceux qui se sont levés pour défendre la République : 3 habitants de Mallemoisson sont traduits devant la commission mixte.
Comme de nombreuses communes du département, Mallemoisson se dote d’école bien avant les lois Jules Ferry : en 1863, elle en possède déjà une qui dispense une instruction primaire aux garçons, au chef-lieu. Aucune instruction n’est donnée aux filles : ni la loi Falloux (1851), qui impose l’ouverture d’une école de filles aux communes de plus de 800 habitants, ni la première loi Duruy (1867), qui abaisse ce seuil à 500 habitants, ne concernent Mallemoisson. Si la commune profite des subventions de la deuxième loi Duruy (1877) pour construire une école neuve, ce n’est qu’avec les lois Ferry que les filles de Mallemoisson sont régulièrement scolarisées.
En 1939, prenant acte du déplacement de la population, le chef-lieu administratif de la commune est déplacé de l'ancien village de Mallemoisson à celui des Grillons, situé dans la plaine.

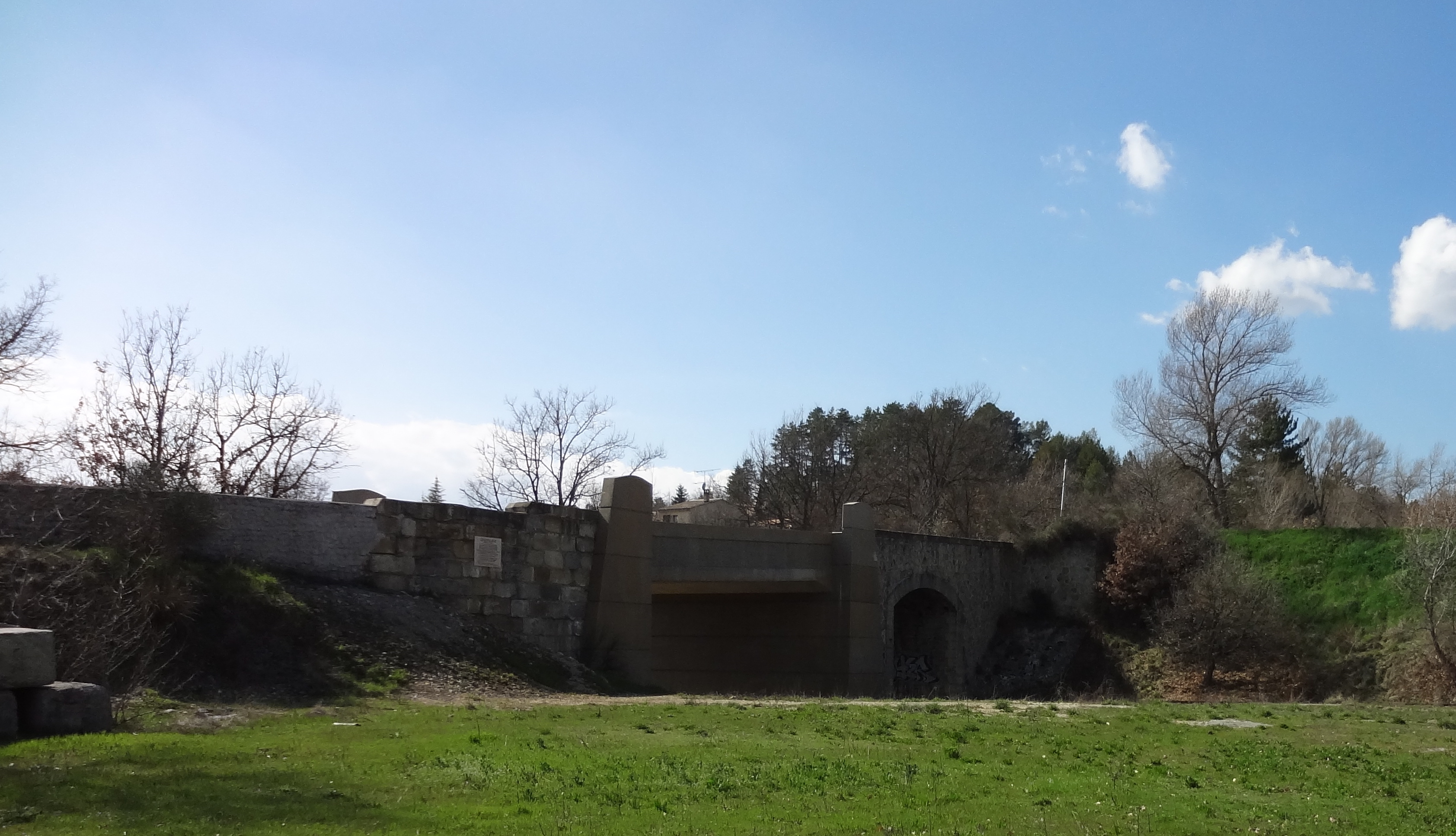
Pont-bâche à l’entrée est de Mallemoisson, où le maquis de Thoard arrêta la garnison allemande de Digne faisant retraite, le 17 août 1944.

La Libération de Mallemoisson est marquée par le passage d’une colonne de la 36e division d’infanterie (US), le 19 août 1944, venant de Malijai et se portant en renfort d’une colonne secondaire stoppée à Digne, afin de prendre à revers la garnison allemande de Digne.
Jusqu’au milieu du XXe siècle, la vigne était cultivée dans la commune sur 47 ha, pour la consommation locale. Une partie de la production était vendue à Digne. Cette culture a aujourd'hui presque entièrement disparu.
Le château est démoli en 1951 .

## Héraldique
| Blason de Mallemoisson | Blason  | D'azur à une gerbe d'or sommée de deux colombes affrontées d'argent la becquetant. |
| Blason de Mallemoisson | Détails | Conflit héraldique : le blasonnement dit « sommée » et la becquetant ; la représentation montre deux colombes accostant la gerbe et à distance de cette dernière. Le statut officiel du blason reste à déterminer. |

## Politique et administration

### Liste des maires

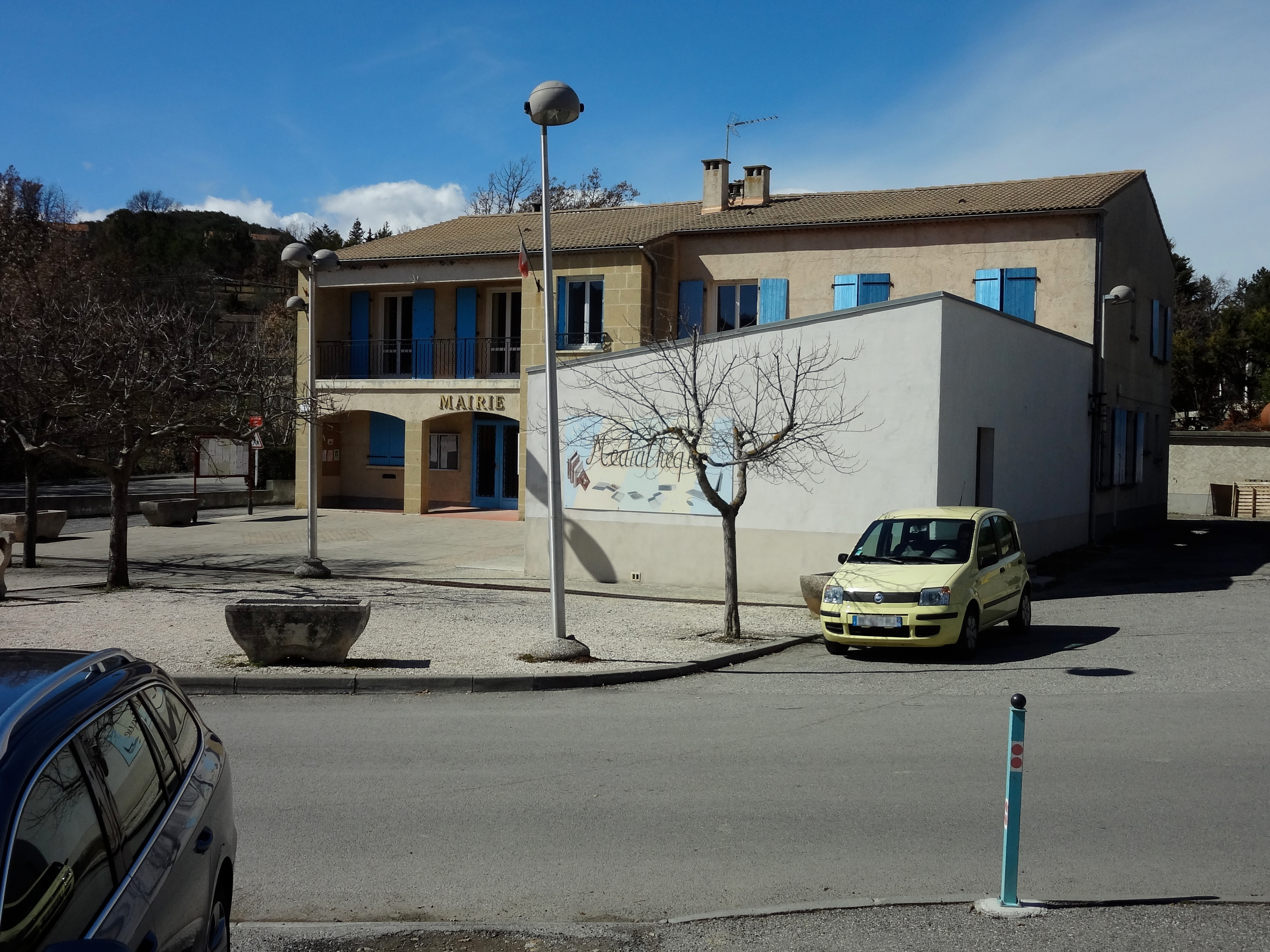
Mairie moderne et médiathèque, aux Grillons.

| Période                                  | Période                       | Identité            | Étiquette | Qualité     |
| ---------------------------------------- | ----------------------------- | ------------------- | --------- | ----------- |
| 1841                                     | 1846                          | Elzéard Ricavy      |           |             |
| 1945                                     |                               | Augustin Comte      |           |             |
| 1977                                     | 1983                          | Jean-Claude Mazzega |           |             |
| 1983                                     | 1995                          | Dominique Vellieux  |           |             |
| 1995                                     | 2001                          | Claude Chandre      |           |             |
| 2001                                     | 2014                          | André Nalin         | DVG,      |             |
| 2014                                     | 2020                          | Emmanuelle Martin   | DVG       | Employée    |
| 2020                                     | En cours (au 11 février 2025) | Jean-Paul Comte     |           | Agriculteur |
| Les données manquantes sont à compléter. |                               |                     |           |             |

Autres maires : 
- Segond ;
- Marie Henri Féraud.

### Intercommunalité
Mallemoisson a fait partie, de 1992 à 2016, de la communauté de communes des Duyes et Bléone. Celle-ci a fusionné avec d'autres communautés de communes pour constituer la communauté d'agglomération Provence-Alpes Agglomération, existant depuis le 1er janvier 2017.

### Enseignement
La commune est dotée d’une école primaire.

## Démographie
L'évolution du nombre d'habitants est connue à travers les recensements de la population effectués dans la commune depuis 1765. Pour les communes de moins de 10 000 habitants, une enquête de recensement portant sur toute la population est réalisée tous les cinq ans, les populations de référence des années intermédiaires étant quant à elles estimées par interpolation ou extrapolation. Pour la commune, le premier recensement exhaustif entrant dans le cadre du nouveau dispositif a été réalisé en 2005.

En 2022, la commune comptait 968 habitants, en évolution de −7,98 % par rapport à 2016 (Alpes-de-Haute-Provence : +2,84 %, France hors Mayotte : +2,11 %).
| 1765 | 1793 | 1806 | 1821 | 1831 | 1836 | 1841 | 1846 | 1851 |
| ---- | ---- | ---- | ---- | ---- | ---- | ---- | ---- | ---- |
| 233  | 236  | 238  | 227  | 250  | 275  | 279  | 295  | 289  |

| 1856 | 1861 | 1866 | 1872 | 1876 | 1881 | 1886 | 1891 | 1896 |
| ---- | ---- | ---- | ---- | ---- | ---- | ---- | ---- | ---- |
| 285  | 286  | 283  | 285  | 321  | 326  | 326  | 288  | 289  |

| 1901 | 1906 | 1911 | 1921 | 1926 | 1931 | 1936 | 1946 | 1954 |
| ---- | ---- | ---- | ---- | ---- | ---- | ---- | ---- | ---- |
| 301  | 303  | 258  | 233  | 249  | 251  | 230  | 233  | 234  |

| 1962 | 1968 | 1975 | 1982 | 1990 | 1999 | 2005  | 2006  | 2010 |
| ---- | ---- | ---- | ---- | ---- | ---- | ----- | ----- | ---- |
| 325  | 355  | 415  | 612  | 783  | 994  | 1 031 | 1 036 | 993  |

| 2015  | 2020 | 2022 | - | - | - | - | - | - |
| ----- | ---- | ---- | - | - | - | - | - | - |
| 1 044 | 994  | 968  | - | - | - | - | - | - |

| 1315    | 1471     |
| ------- | -------- |
| 14 feux | inhabité |

## Lieux et monuments
Le seul monument classé de la commune est une statue de la Vierge en bois, datant du XVIIe siècle et classée au titre objet.
L’église paroissiale est sous la titulature de Notre-Dame (1630) et le patronage de sainte Anne.

L’église paroissiale
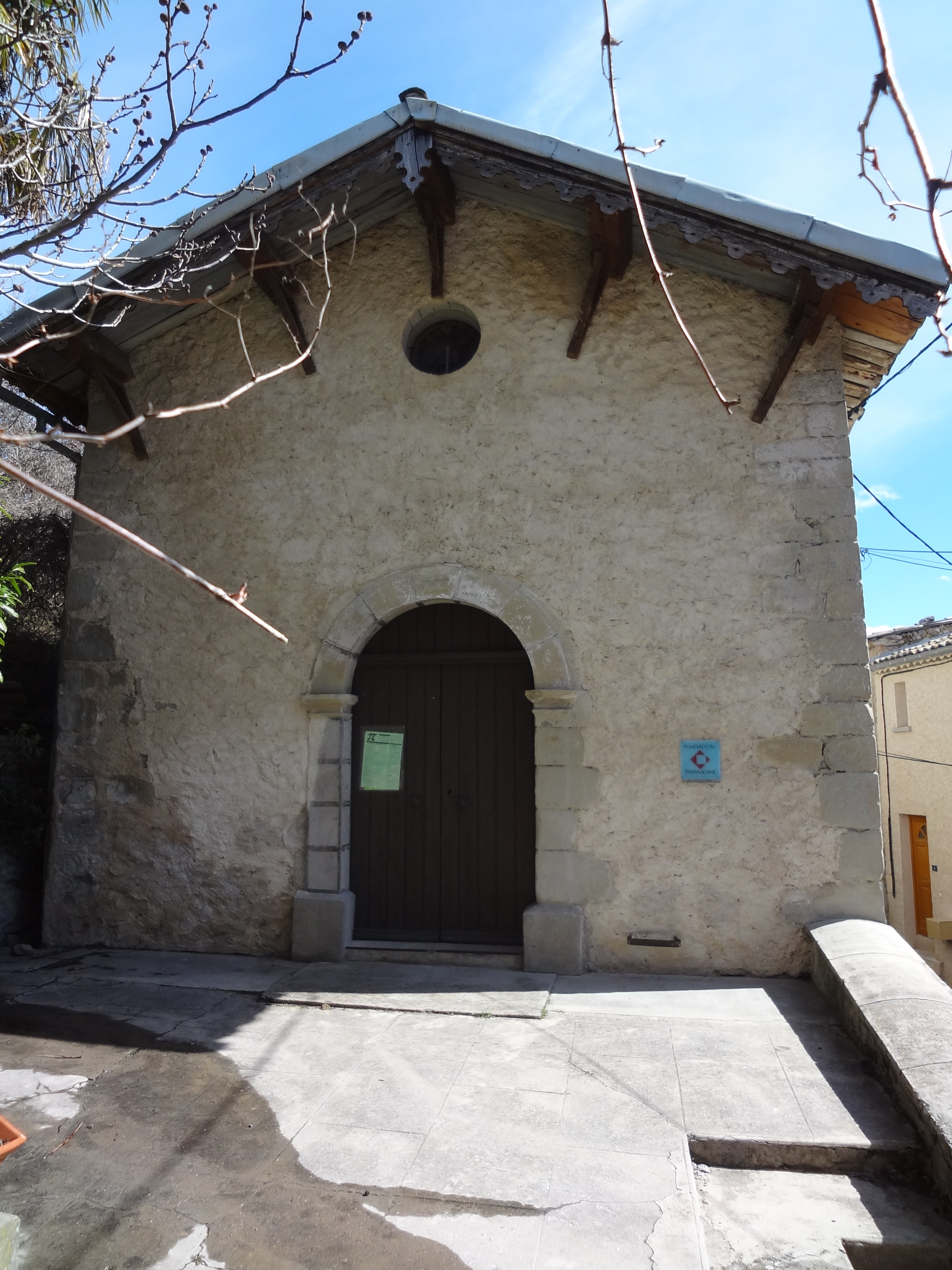
Façade de Notre-Dame, église paroissiale au vieux village.
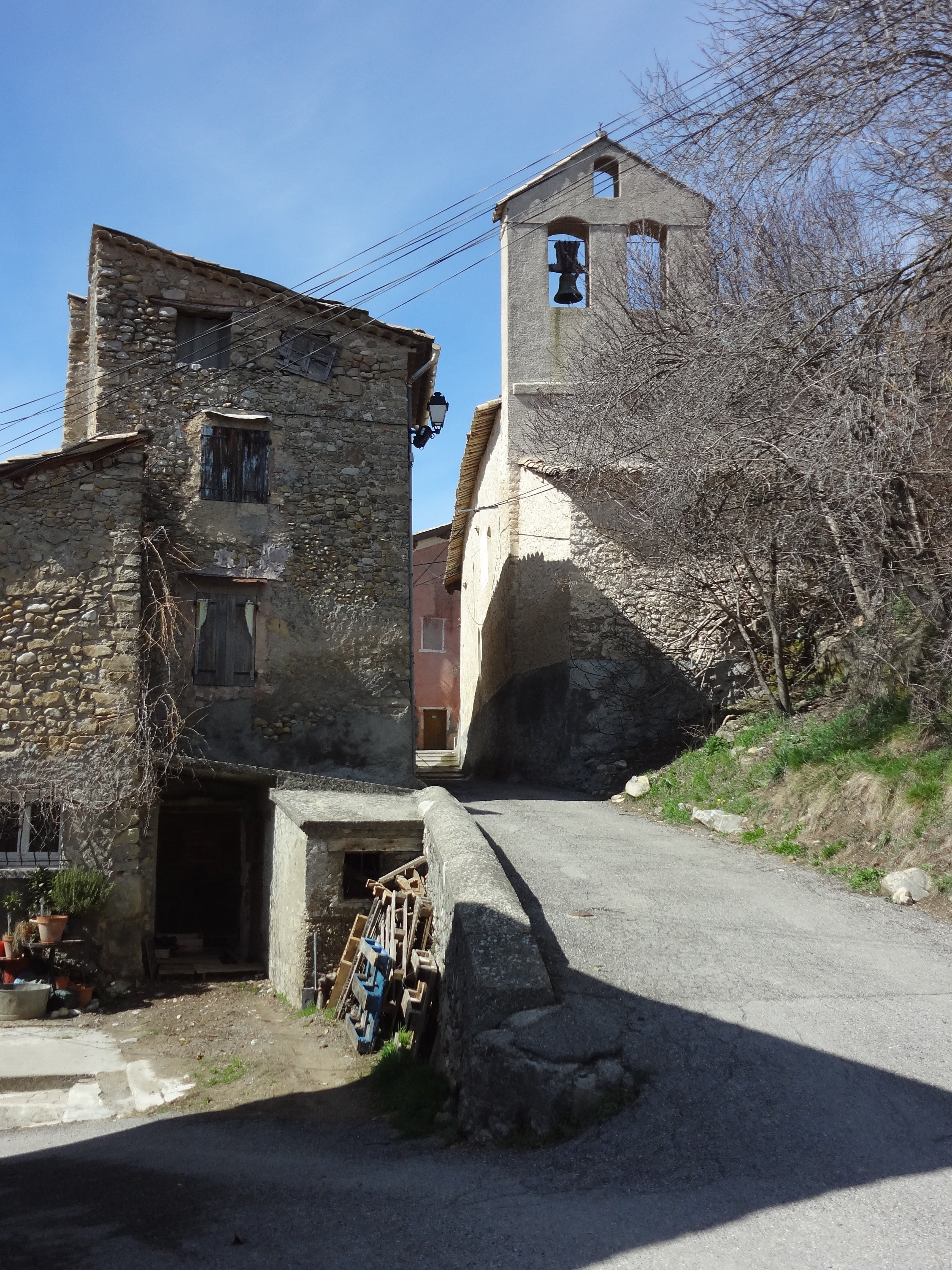
Le clocher-mur.
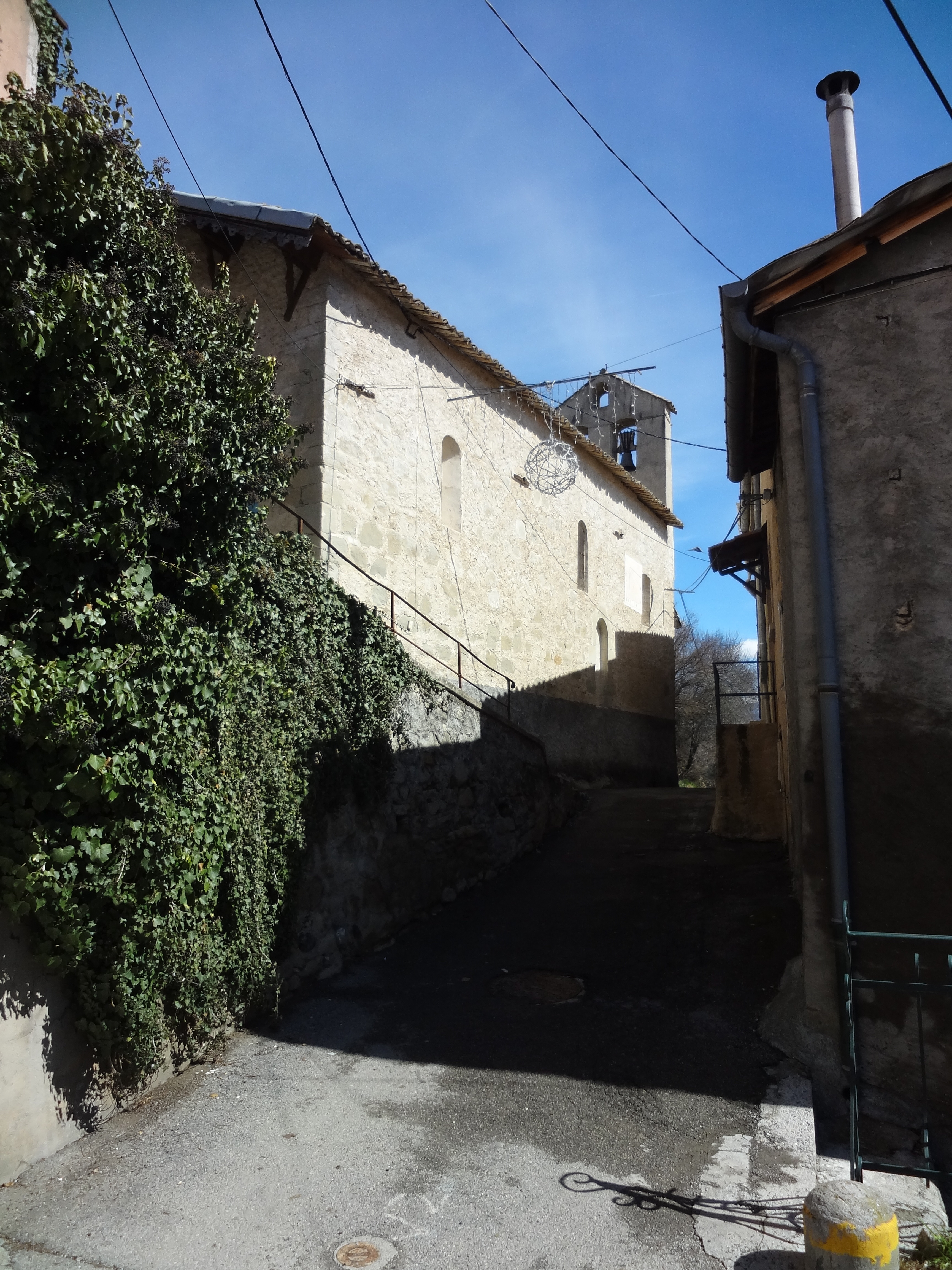
Mur sud-est de l’église paroissiale.

La chapelle Notre-Dame-des-Cathelières, ancienne église paroissiale nommée ainsi d’après l’ancien nom de la communauté (Gatileriis), est au cimetière.

Notre-Dame-des-Cathelières
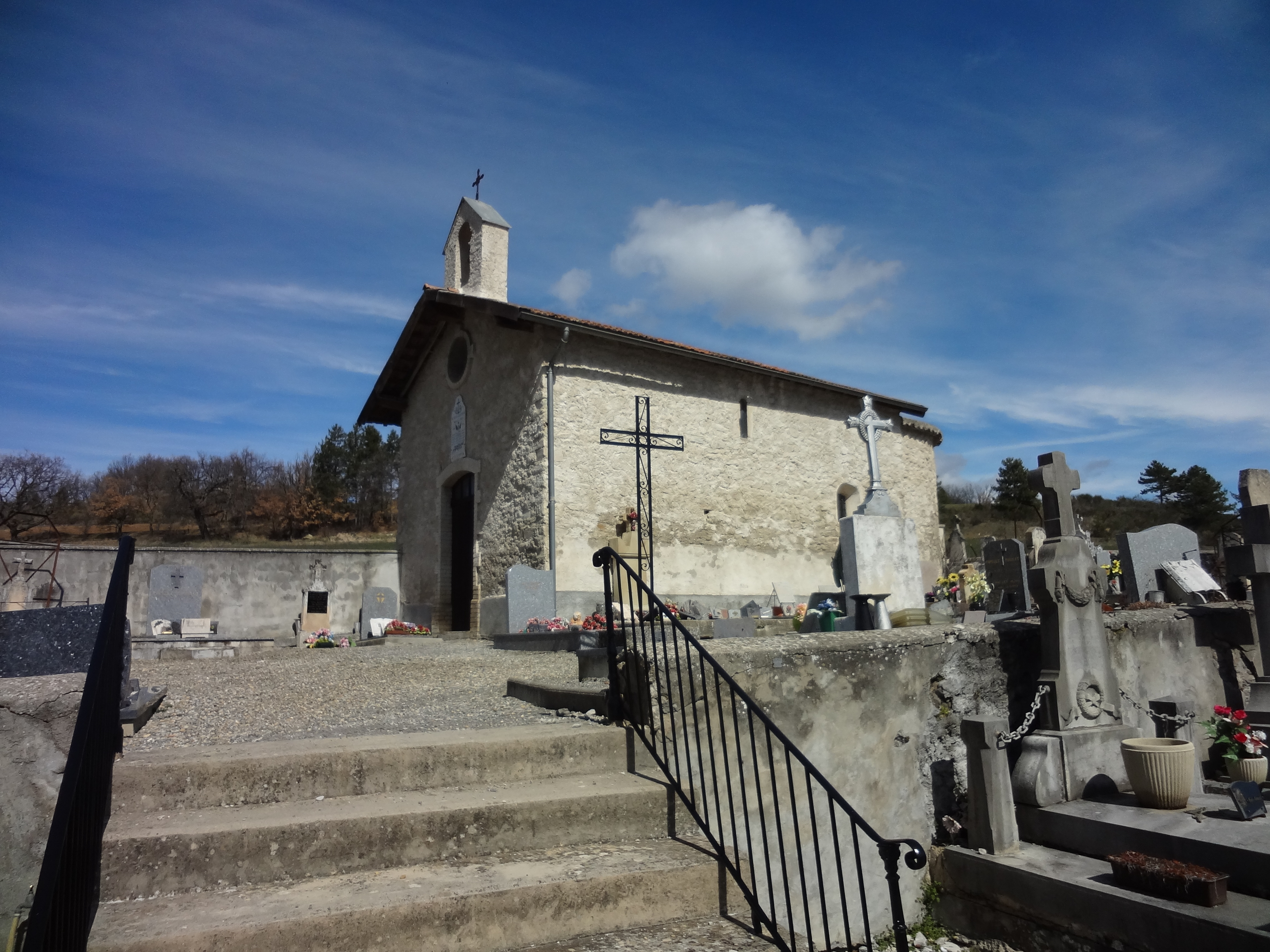
Notre-Dame-des-Cathelières, au cimetière
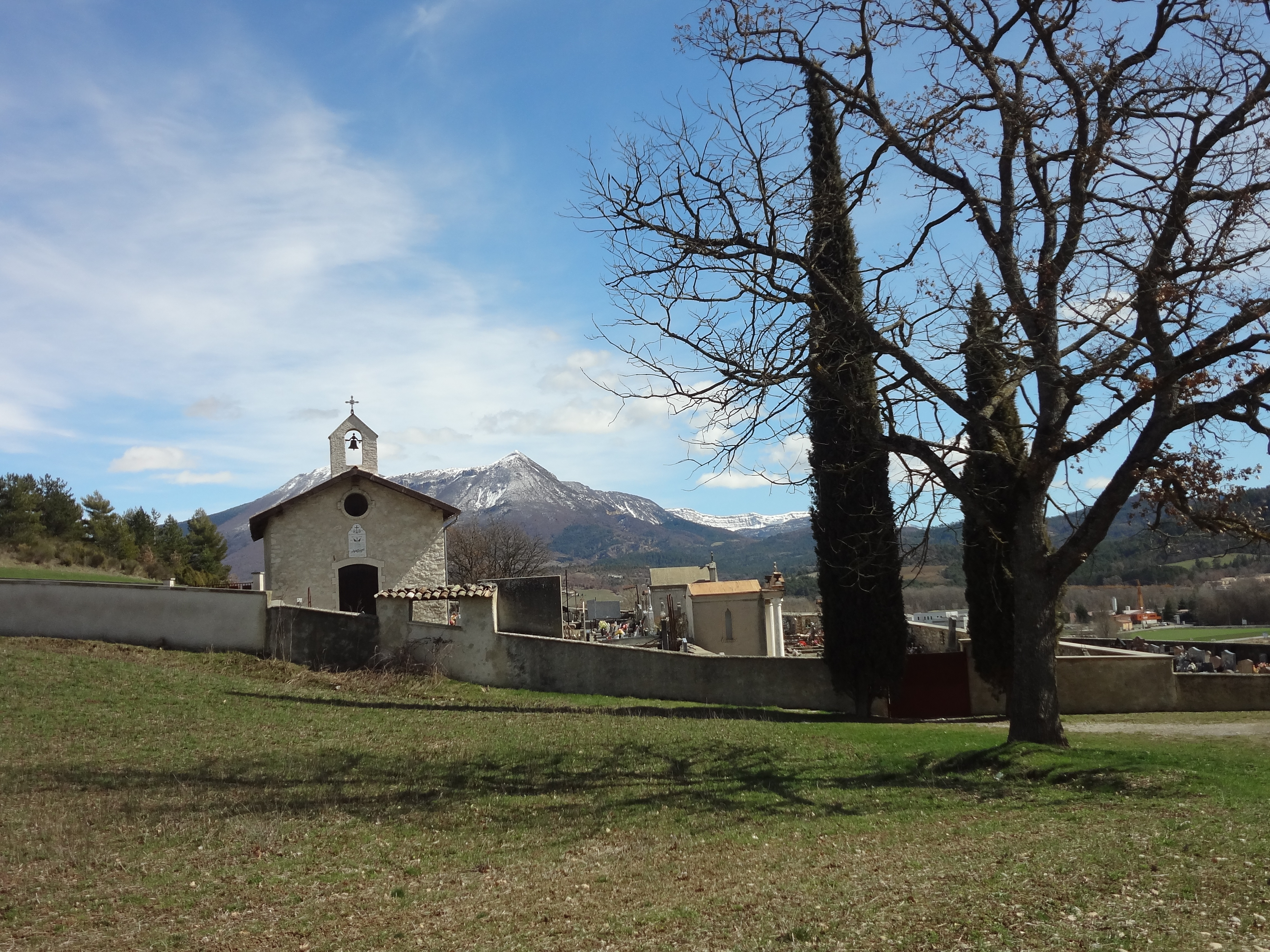
Façade de Notre-Dame-des-Cathelières avec en arrière-plan, le Cousson enneigé
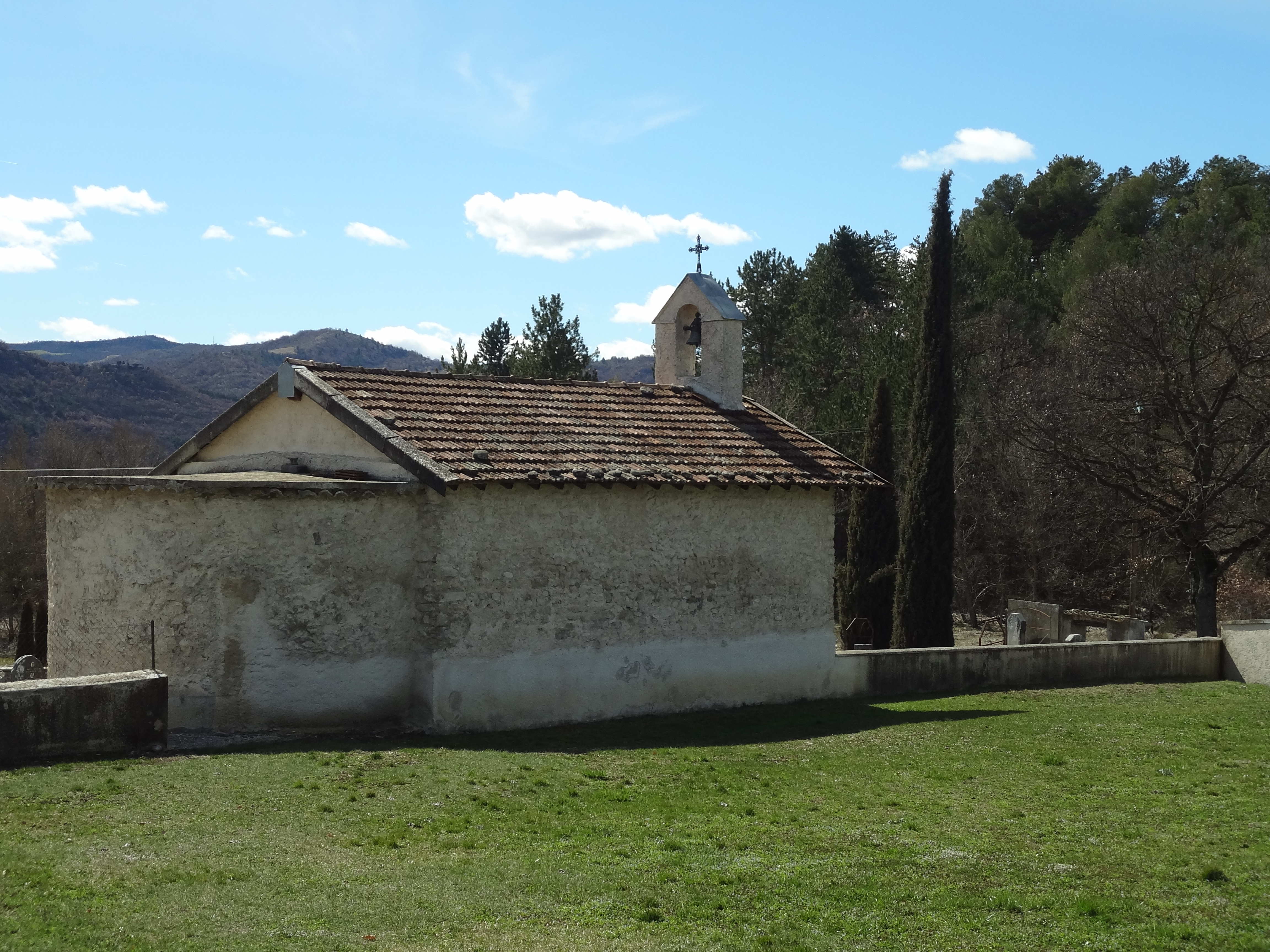
Toit plat du chœur de Notre-Dame-des-Cathelières

- Chapelle des Grillons (XXe siècle)
- Ancienne gare de Mallemoisson, à l'origine gare des Grillons[69].

Le vieux village
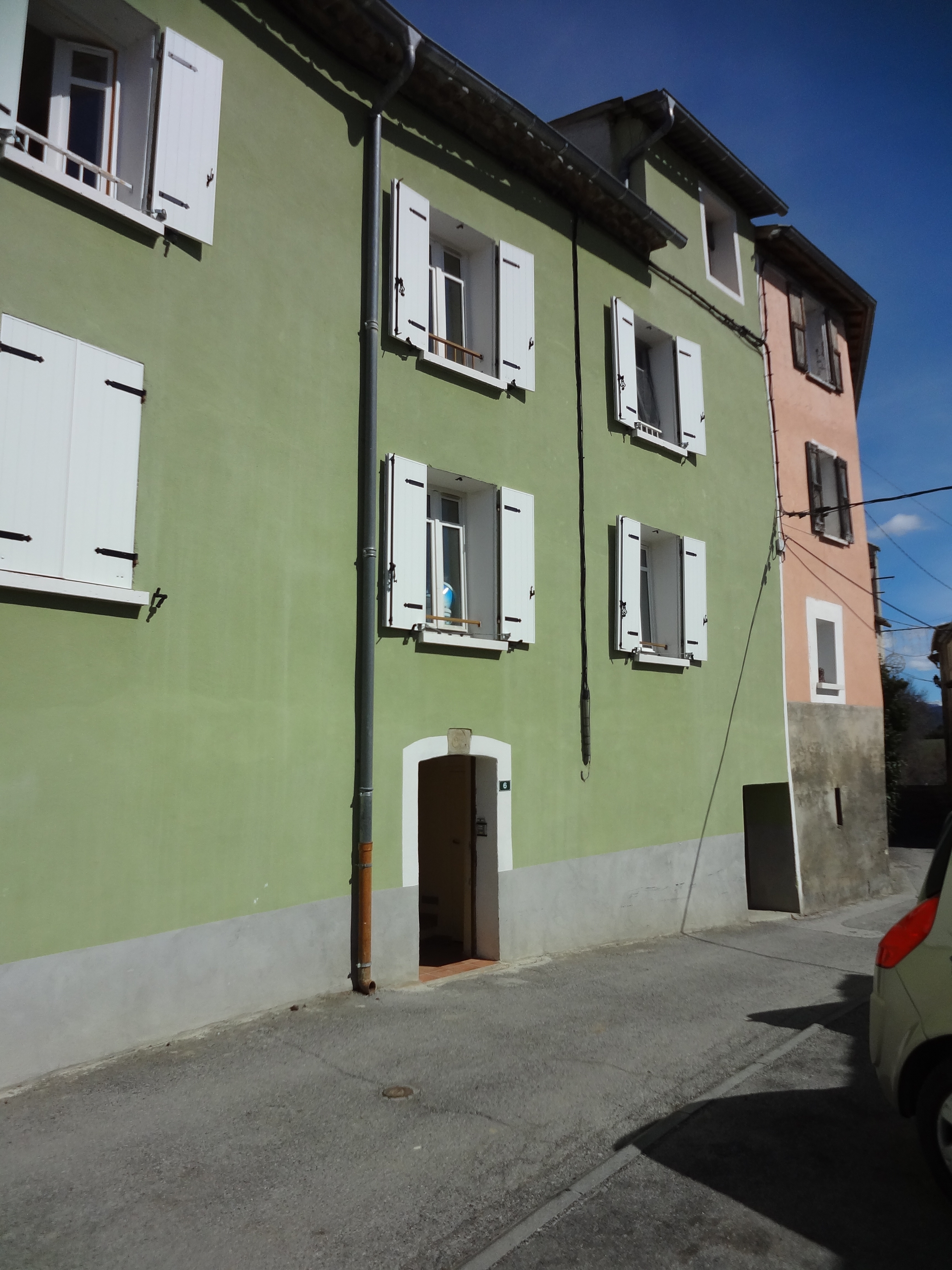
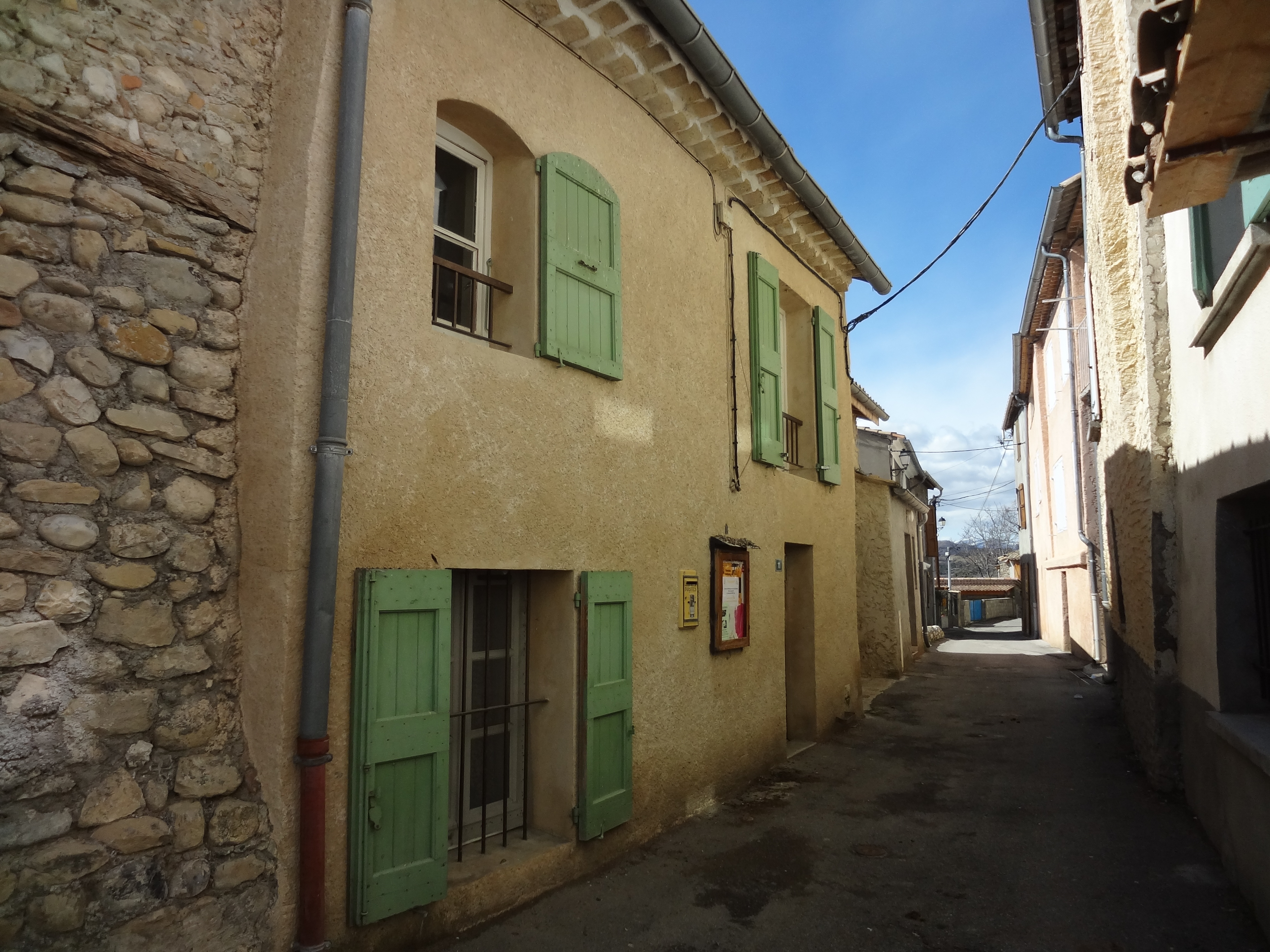
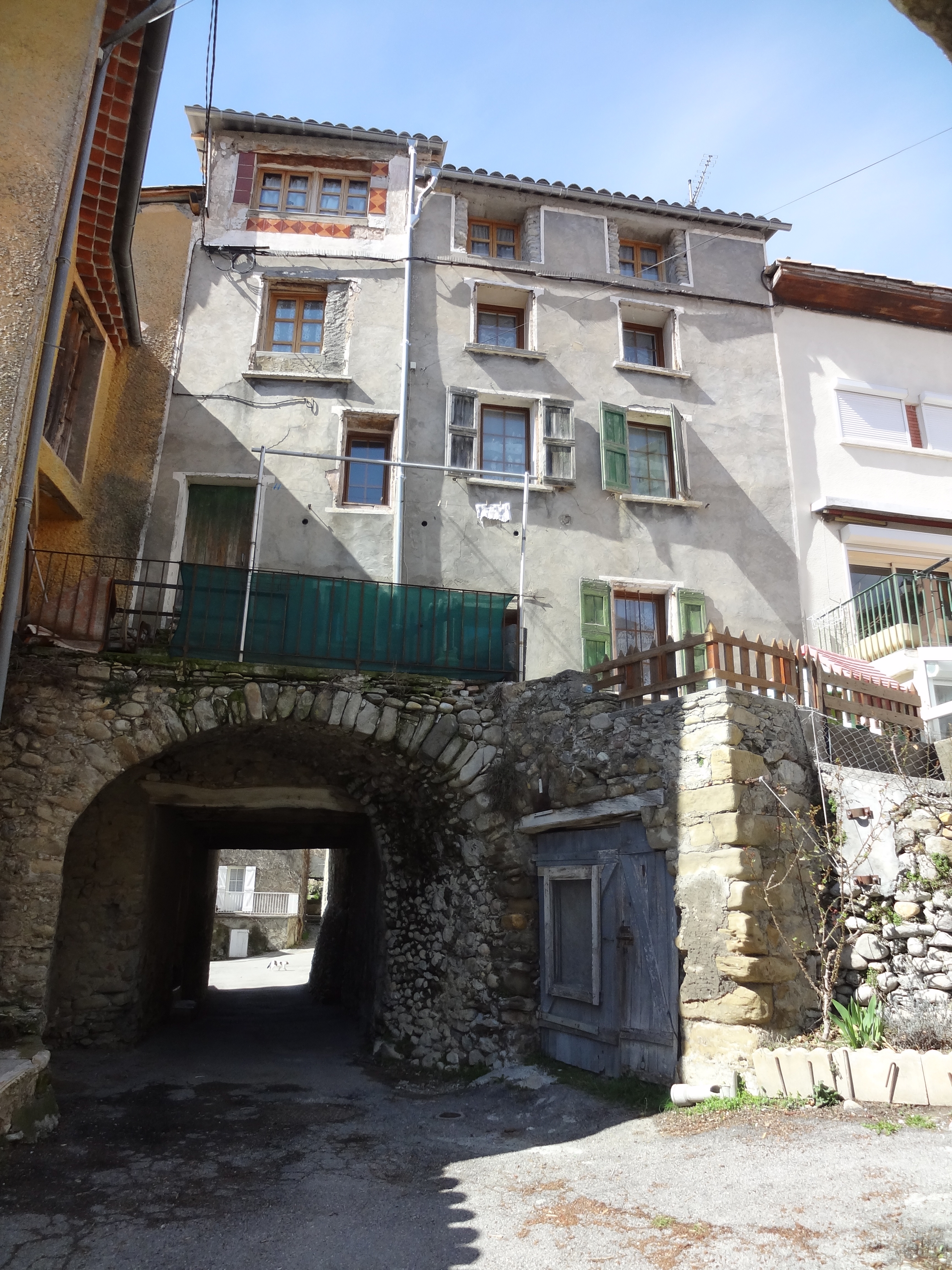
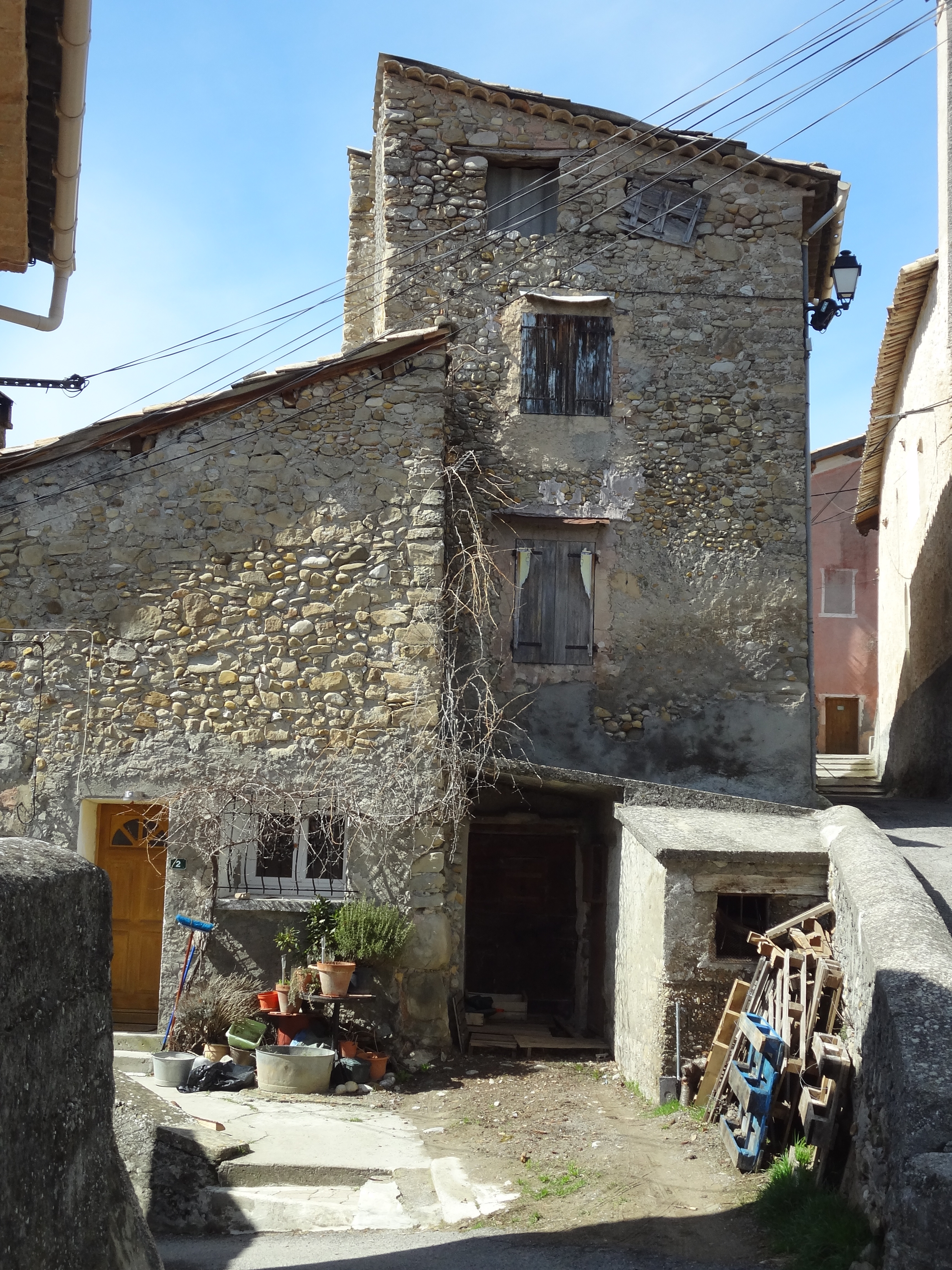
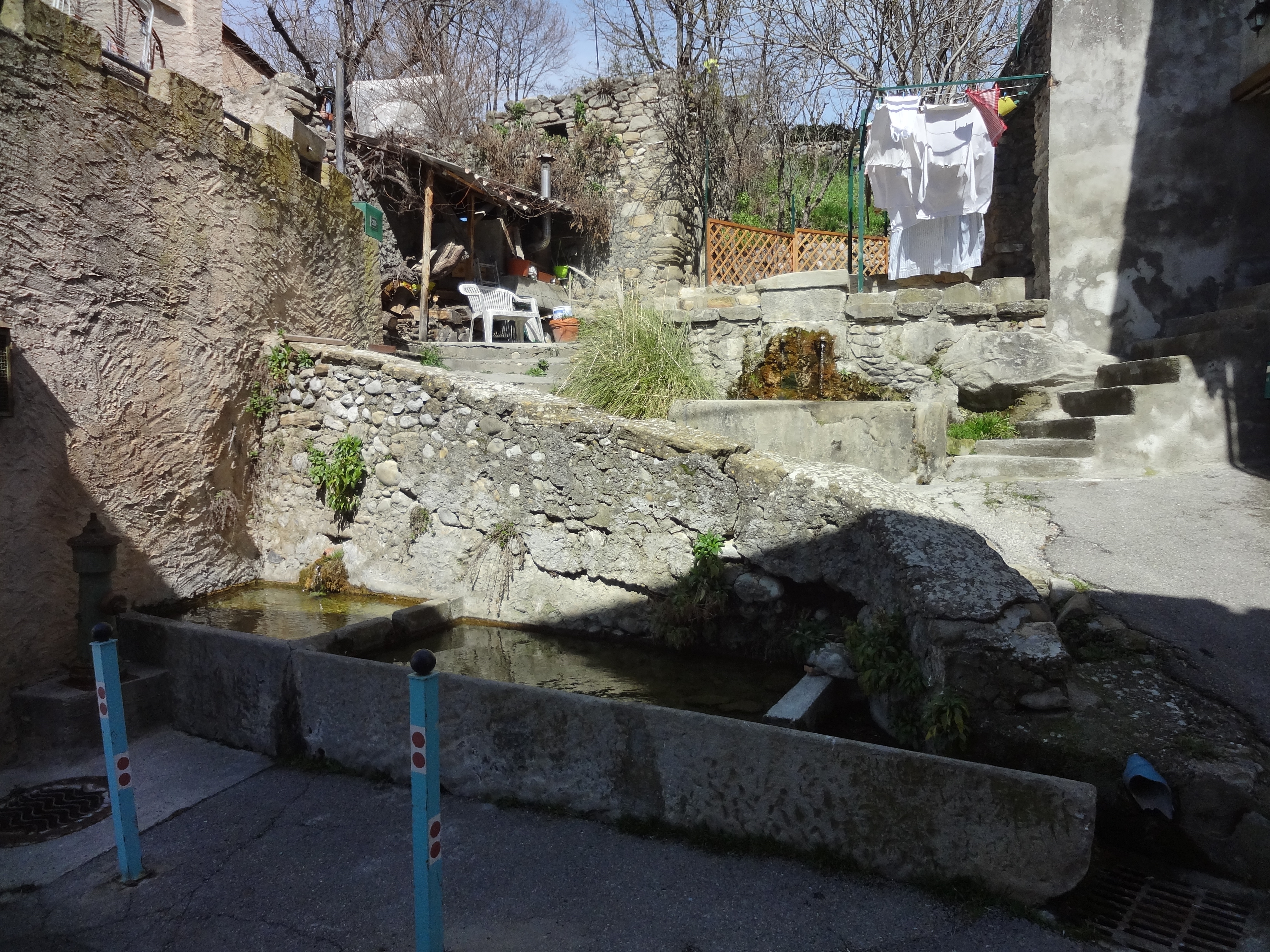

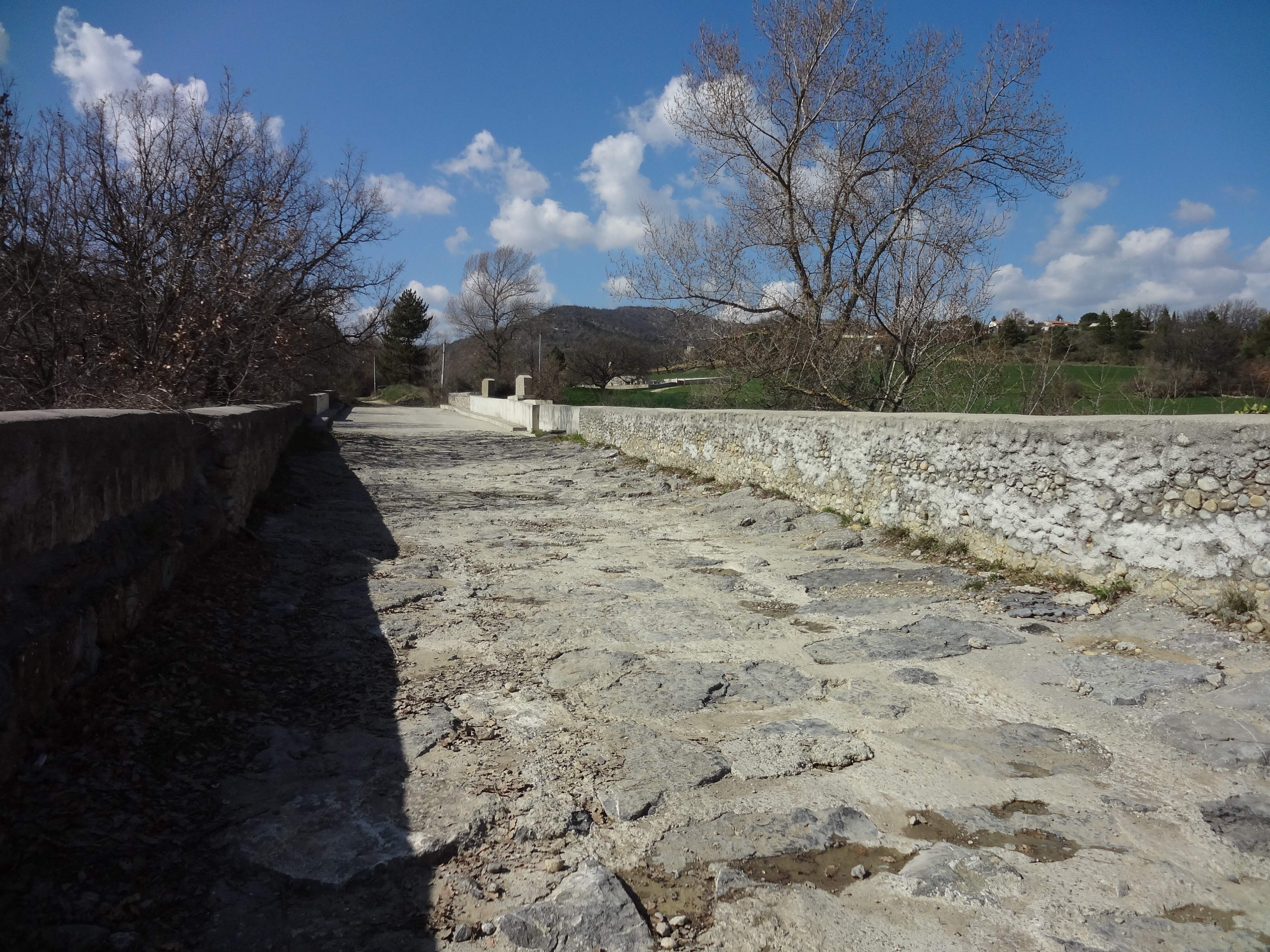
Intérieur du pont-bâche

À l’est de la commune, se trouve un pont-bâche qui fait passer le torrent des Cathelières et un chemin agricole au-dessus de route nationale 85 et la ligne de Saint-Auban à Digne. C’est ici que le maquis de Thoard arrêta la colonne allemande faisant retraite, en 1944.

## Personnalités liées à la commune
Le syndicaliste François Chérèque est enterré dans la commune.
Mathieu Couvé, champion de France d'échecs en 2013 à l'âge de 15 ans. À cette occasion, il a reçu la médaille de la ville de Digne-les-Bains des mains du maire Serge Gloaguen.